# 頸闊肌
頸闊肌（Platysma）是頸部前側的淺層肌肉。它是一塊表面肌肉，主要覆蓋在胸鎖乳突肌表面。頸闊肌收縮時，會使頸部皮膚稍微起皺，產生「弓弦」（Bowstring）的效果。

## 結構
頸闊肌是一塊大片的扇形肌肉，肌肉纖維從蓋住胸大肌（Pectoralis major）與三角肌（Deltoid）上段的筋膜出發，構成扇形的寬端，接著肌肉向上越過鎖骨，沿著頸部邊緣向上向內側走，留下頸部中線下半段沒有被覆蓋。一些肌肉纖維在下頷聯合後下方會合，往後沿斜線（Oblique line）穿過下頷骨，其他肌肉纖維則附著在臉下方的皮膚與皮下組織上，或者與顴大肌、口輪匝肌等肌肉融合。如果將嘴的外緣盡量向下拉,就會感受到頸部的頸闊肌拉緊。

### 神經
頸闊肌由顏面神經頸支支配。

### 血管
頸闊肌由頦下動脈與肩胛上動脈兩者的分支供應血液。

### 相對位置
頸闊肌淺層有皮下筋膜與組織，深層有許多頸部構造，包含由下頷角下至鎖骨的頸外靜脈，以及更深的頸外動脈、腮腺、小枕神經、大耳神經及顏面神經下頷支

### 變異
頸闊肌變異發生於延展程度，伸展入面部的高度、穿過鎖骨或肩部的程度都因人而異。頸闊肌可能會在單側消失或交叉到對側，可能附著在鎖骨、乳突（Mastoid process）或枕骨上。一小部分的肌束可能會形成枕小肌（Occipitalis minor），從斜方肌（Trapezius）通到胸鎖乳突肌（Sternocleidomastoid, SCM）終點。

## 功能

### 起皺
頸闊肌整片運動時，頸部表面皮膚會產生斜向的皺紋，有如弓弦（bowstring）一般。

### 下顎及下脣
頸闊肌前部（整塊肌肉最厚的部分）能夠使下顎向下降，並在蹙額撇嘴（frown）時把下脣與嘴角往下拉。平時頸闊肌的降下脣作用很小，該動作主要由降口角肌與降下脣肌負責。只有很少人能够有意识地操纵颈阔肌。皮肤松弛的老年人的颈部前部两侧可以看到两根沟，就是颈阔肌形成的。

## 臨床重要性
頸闊肌可能發生撕裂傷、拉傷或萎縮。

### 傷害
由於頸闊肌既淺且薄，因此容易發生穿刺傷，它的破壞是頸部穿刺傷的標誌，於槍擊時搭配CTA，能夠有效診斷血管損傷，有效減少需要手術的個案數。

### 頸部手術
頸闊肌在頸部手術中一定會被切開，以便醫療團隊處理深層結構。若要避免疤痕產生，就必須精準縫合頸闊肌肌肉纖維。

### 整形手術
頸闊肌張力下降產生皺紋，可能導致肌肉變薄縮短，可能與正常衰老有關，也可能是顏面神經麻痺（Facial nerve palsy）的續發性併發症。舉重或拉皮手術可能會使頸闊肌張力進一步下降，造成頸闊肌運動障礙（Platysma dyskinesia），英語俗稱Turkey neck「火雞頸」。保守治療是可行選項之一，也可以注射肉毒桿菌毒素並執行頸闊肌成形術。症狀減緩約需兩周。
脂肪組織分布比頸闊肌表淺，因此抽脂手術很容易刺傷頸闊肌，必須盡力避免，以防出血。

## 动物
在宠物中只有食肉目和猪有颈阔肌。这些动物的颈阔肌終點不在喉部，肌肉會向后一直延伸到肩膀。
食肉目还有两块下颌和胸之间的表皮肌肉。它们可以使得颈部下部的皮肤拉紧。
有蹄類没有颈阔肌。它们只有在颈部的背部有两块表皮肌肉。

## 延伸閱讀
- David Burnie. . 台灣: 貓頭鷹出版社. 1997-06-30. ISBN 957-9684-11-1 （中文）.